# Musée Redpath
Pour les articles homonymes, voir Redpath.
Le musée Redpath est un musée d'histoire naturelle situé sur le campus du centre-ville de l'Université McGill (à Montréal).

## Histoire
Le musée a été construit en 1882, grâce à un don de Peter Redpath, l'important industriel ayant fait fortune dans le sucre. C'est le plus vieux musée d'histoire naturelle au Canada. Bien que le don permettant la construction du musée est attribué à Peter Redpath, l'un des acteurs les plus importants lors de la construction du musée est Sir John William Dawson, géologue et naturaliste. En effet, le musée a été construit afin de célébrer le 25e anniversaire de la nomination de Dawson à titre de principal de l'université McGill. De plus, le lien étroit dans la prise de décision entre Redpath et Dawson provient aussi du fait que la collection d'artefacts regroupant plusieurs disciplines académiques de Dawson devait être exposée dans ce musée.
La source de motivation de Dawson provenait du fait qu'il désirait créer un musée accessible aux professeurs ainsi qu'aux étudiants du campus de l'Université McGill. L'idée était de construire un espace accessible pour tous où la recherche et l'enseignement était une priorité. C'est d'après cette pensée que le musée Redpath fut construit. Le musée était tout de même ouvert au grand public sauf pendant un bref épisode entre 1970 et 1986 causé par certains problèmes financiers. Malgré cette période, le musée Redpath a toujours été accessible aux membres du campus de l'université McGill.

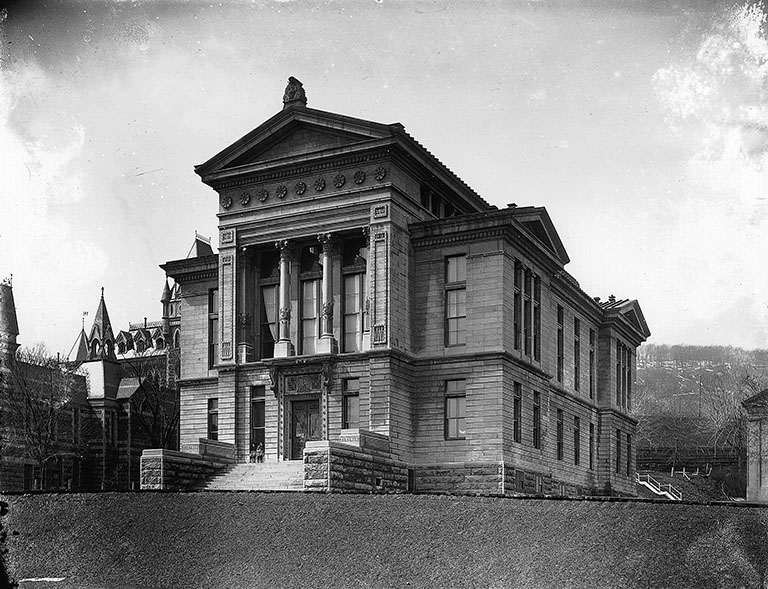
Le musée vers 1910

C'est donc avec l'approbation de Dawson que la firme d'architecture Alexander Cowper Hutchison & A.D. Steele a été engagée afin de construire le musée. C'est à partir de l'été 1880 que le chantier est mis en place et que les constructions débutent. Le musée a été construit dans la section Nord-Ouest du campus de l'université en faisant face à la rue Sherbrooke et totalise trois étages. Son architecture reprend l'allure des bâtiments de la Grèce antique plus communément appelé le Greek Revival avec des éléments tels que des colonnes à chapiteau et une forme triangulaire pour le toit principal. Les travaux prirent fin en 1882 et le musée fut inauguré la même année en date du 24 août.
En ce qui a trait à l'évolution physique du musée, l'extérieur est resté le même et seul l'aspect intérieur a été modifié. Les changements majeurs ont été faits en 1950 et orchestrés par la directrice du musée, Alice Johannsen à l'époque. L'objectif était de moderniser l'esthétique intérieure du musée qui était bien démodé tout en adaptant l'espace afin de donner de l'importance à certains objets et parties de la collection. Les modifications les plus importantes étaient l'ajout de lumières fonctionnant à l'électricité et l'aménagement des pièces de la collection pour leur donner une allure plus simpliste et plus accessible pour les jeunes enfants qui devenaient peu à peu une clientèle récurrente dans le musée. À la suite de sa fermeture en 1970, le musée devint un lieu où l'exposition de la collection était désormais secondaire. Le musée était désormais beaucoup plus axé sur la recherche ce qui engendra plusieurs modifications dans la gestion de l'espace. Les bureaux et les laboratoires ont été agrandis et l'ajout d'un escalier de secours, pour des raisons de sécurité, brisa la symétrie de la salle de lecture brisant ainsi l'aspect plus invitant du musée lors des modifications de 1950. La dernière modification majeure au musée qui consiste simplement à la restauration de plusieurs objets du musée date de 2003 grâce à des subventions de la part du Ministère de la culture et des communications du Québec.

## Collection et expositions
La collection du musée Redpath inclut des pièces d'ethnologie, de biologie, de paléontologie, de minéralogie et de géologie. Elle compte plus de 1 million de spécimens, dont 150 000 fossiles. La collection a été initiée par certaines personnes qui ont également été impliquées dans la fondation de la Smithsonian Institution et du Musée royal de l'Ontario.
Le hall d'entrée du musée constitue une exposition consacrée uniquement aux vertébrés marins. On y voit ainsi un mélange d'animaux vivant encore aujourd'hui tels que le phoque et la baleine et des spécimens d'espèces éteintes depuis des millions d'années tels que des ichthyosaures et des mosasaures.
Le deuxième étage du musée est divisé en trois collections distinctes : la galerie Dawson, la galerie Hogson et la collection de minéraux du Québec. La galerie Dawson, comme son nom l'indique, constitue l'ensemble du legs de Sir William Dawson au musée Redpath bien que certains spécimens de sa collection soient ajoutés à d'autres expositions du musée. Cette galerie rassemble les fossiles et les minéraux trouvés par Dawson lui-même lors de ses recherches dans les sols du Québec, de la Nouvelle-Écosse, du Nouveau-Brunswick ainsi que sur l'Île-du-Prince-Édouard. Cette collection constitue l'une des compositions originales du musée lors de son ouverture bien que certains éléments aient été ajoutés ou enlevés au fil du temps en fonction des modifications physiques du musée. Le point central de cette galerie reste tout de même les squelettes de dinosaures dont un Gorgosaurus libratus, le crâne d'un Triceratops et un crâne de Tyrannosaurus.
La galerie Hogson constitue une exposition d'environ 1200 coquillages du monde entier léguée en 1995 et ayant appartenu à M.Abe Levine étant considérée par plusieurs comme le plus grand collectionneur dans ce domaine au Québec. Toutefois cette exposition fait partie d'une collection beaucoup plus grande appartenant au musée et totalisant près de 30 000 mollusques. Outre la collection de Levine, on retrouve aussi des spécimens de l'est du Canada provenant de la collection de William Dawson, la collection Carpenter léguée en 1867 regroupant des spécimens du monde entier et la collection Mickles-Conde léguée en 1949 regroupant majoritairement des spécimens en provenance des Caraïbes et de la Floride.
La dernière exposition du deuxième étage du musée est la collection des minéraux du Québec. Tel que son nom l'indique, cette exposition regroupe des minéraux provenant majoritairement du Québec. Cette exposition démontre la diversité du sol québécois qui est d'ailleurs considéré comme le sol qui produit la plus grande variété de minéraux au Canada. Tel que la galerie Hogson, l'exposition de minéraux du Québec n'est qu'une petite partie de l'entière collection du musée. Cette collection de minéraux recouvre plus de 20 000 spécimens issus du monde entier. Cette grande collection constitue l'addition de diverses donations par des contributeurs anonymes et quelques-unes plus importantes dont celle du géologue et ingénieur minier Walter Frederick Ferrier totalisant plus de 7000 spécimens.
C'est au troisième étage du musée que se trouve la partie portant sur les objets culturels du monde entier. On estime à 1000 le nombre d'objets actuellement exposés dans cette section du musée. Ces objets se divisent en deux grandes catégories : des objets en lien avec des fouilles archéologiques provenant de la région méditerranéenne, de l'Égypte ancienne ainsi que de la Méso-Amérique et des artefacts datant du 19e et 20e siècle en provenance des continents non occidentaux. C'est dans cette partie du musée que se trouve notamment la collection d'art africain. Cette collection hétéroclite d'approximativement 500 objets appartenait autrefois à la Natural History Society de Montréal. Ce n'est qu'en 1880 que le musée Redpath fit l'acquisition de ces objets à la suite d'une fermeture de la Natural History Society de Montréal pour des raisons financières.
Parmi les pièces remarquables du musée Redpath figurent trois momies rapportées d'Égypte en 1859 par l'homme d'affaires et futur maire de Montréal James Ferrier, la plus ancienne datant de près de 3 500 ans. De plus, le musée possède et expose une seconde momie un peu plus récente, datant de l'époque ptolémaïque (330 - 30 avant notre ère). D'abord conservées par la Natural History Society de Montréal, les momies ont été offertes au musée Redpath au début du XXe siècle. Seules deux d'entre elles sont exposées, en raison du mauvais état de conservation de la troisième. Il est aussi possible d'admirer plusieurs animaux momifiés toujours de l'Égypte ancienne.
|  |  |

## Patrimoine
Le musée Redpath est le premier édifice canadien conçu pour abriter un musée. Il est un témoignage direct de la démarche scientifique et des collectionneurs de l'époque, démarche axée sur la taxinomie et la collecte de spécimens du monde entier.